# أم الينابيع (الكرك)
أم الينابيع منطقة سكنية تقع في لواء المزار الجنوبي، محافظة الكرك في الأردن. تنتمي المنطقة لقضاء المزار الجنوبي الذي يضم 31 منطقة. يقدر عدد سكانها بـ 19 نسمة حسب إحصاء 2015.

## الوصلات الخارجية
- دائرة الاحصاءات العامة